# へんき〜んタマイダー
『へんき〜んタマイダー』は、永井豪による日本の漫画。『マンガくん』に1978年8月10日号から1979年3月10日号まで、その後継誌『少年ビッグコミック』の1979年3月25日号（いずれも小学館）に掲載された。永井の『へんちんポコイダー』のリメイク的な作品である。

## ストーリー
ある日、変金太はインキン怪人・インキンタマイダーが電柱に隠れてインキン菌をばら撒いている所を見てしまう。怪人のことを伊東よがりに知らせようと走り出した金太はその最中、尻尾を踏み付けてしまった犬に襲われてしまう。しかし、その時、金太の股間が音を立てはじめた。そして、金太が「へんき〜んタマイダー!」と叫んだ時、彼は超人・へんき〜んタマイダーに『変キン』した。
これは、偶然から超人への変身能力を得てしまった少年・変金太の戦いと成長の物語である。

## 登場人物

### 金太とその家族
変 金太（へん きんた）
万町小学校に通う男児。内気な小心者で、毎日のように家族から虐待を受けている。ややお調子者のきらいがある。
へんき〜んタマイダー
金太が変身する正義の超人。睾丸がアメリカンクラッカーのように動いて音を立てたときに「へんき〜んタマイダー」と叫ぶことで変身する。主に肉弾戦で戦うが、光線技や額の突起物から放つ洗浄液を使ったり、巨大化して戦ったこともある。
変 たい子（へん たいこ）
金太の姉。男勝りな性格で、男っぽい口調だが、チンピラから強姦されそうになったところをタマイダーに救われたときは女言葉で喋っていた。
変 玉次（へん たまじ）
金太の弟。悪戯好きでいつも金太に悪戯をしている。
金太の母
どっしりとした体つきの中年女性で乱暴な性格。夫からは『ドドブス怪獣』と言われている。
金太の父
みすぼらしい見た目の中年男性。一族の言い伝えに肖ろうとして息子に金太と名づけた。

### 万町小学校
素園 マリ（そその マリ）
美人と評判の女教師。ビューナス連合からのスカウトを拒否するなど芯が強い。
中尾 メーコ（なかお メーコ）
金太のクラスメイトで明るい性格の少女。金太とは友達以上恋人未満。
伊東 よがり（いとう よがり）
ミス万町小の異名を持つ美少女。登場するたびに必ずといってよいほど何者かに襲われている。
陰宮 金次郎（いんのみや きんじろう）
下品な性格で巨漢の男性教師。インキン先生と呼ばれるのを嫌がっている。
インキンタマイダー
陰宮が股間を掻きむしることで変身する怪人。インキン菌で女性たちを苦しめていた。後に悶部省がスカウトしようとしていたことが影大臣閣下によって語られている。
凶悪肉弾コンビ（きょうあくにくだんコンビ）
メーコの「デブはきらい」という一言に反応して金太たちに暴力を振るおうとした二人組。金太が変キンすることなく倒した唯一の敵。ちなみに、坊主頭が虻虎ブーちゃん（あぶどらブーちゃん）で、おかっぱ頭がキラー鎌田（キラーかまた）。
花岡先生（はなおかせんせい）
肉弾コンビが金太たちに暴力を振るおうとしたところに通りかかった体育教師。肉弾コンビの逆鱗に触れたため、暴力をふるわれてしまう。
安土 霊（あんど れい）
肉弾コンビがボスと呼ぶ少年。生身の女性を着せ替えて遊ぶのが好き。
赤津（あかづ）
用務員を務める老人。用務員室に作られた落とし穴に落として反省させるのが仕事。
佐渡 金造（さど きんぞう）
乱暴な男性教師。金太がメーコに宛てて書いていた詫び状を取り上げて大声で読んだり、金太に暴力を振るったりした。金太を庇った盛原を待ち伏せしていたが、正体を明かした彼女の返り討ちに遭ってしまう。

### 悶部省
文部省の地下に存在する秘密組織。文部省を恐怖の力で操っている。
影大臣閣下（かげだいじんかっか）
悶部省のボスで顔をベールで隠した巨漢。
ミスターY（ミスターワイ）
悶もん教師の監督を務める性務次官。Yのアルファベットが書かれたシルクハットと燕尾服を見に付けた紳士風の男性。
ニセタマイダー
ミスターYがタマイダーの人気を落として追い込むために変装した姿。少女たちを相次いで誘拐した。

### 悶もん教師
悶部省から派遣される教師で、人間離れした能力を持っている。普通の教師はもちろん、文部省さえも警察に届けようとしない。
甲森 錦之助（こうもり きんのすけ）
陰宮の後任の教師。1時間目から水泳の授業をはじめたことで女子生徒が喜んでいたが…。
ゴールデンバットマン
甲森が変身した怪人。女子更衣室からパンティーを盗んだ。
五鬼 武利（いつき たけとし）
ゴキブリの素晴らしさを生徒に説く男性教師。ゴキブリを自由に操ることができる。
ゴキブリ魔人（ゴキブリまじん）
五鬼が油を飲んで変身した魔人。ゴキブリを自由に操る能力に加え、どんな服も溶かすよだれや、被り物を投げつけるゴキスラッガーなどで戦ったが、中性洗剤に敗れた。
マカロニ・キッド
タマイダーを倒すべく派遣された悶もん教師で、西部劇のガンマンに時代劇の侍を足したような出で立ちをしている。タマイダーを刀で追い詰めたが、女性たちがタマイダーを庇った挙句、自身の出で立ちをバカにされてしまい、股間のホルスターから取り出した銃を手にテンパる。
盛原 いく江（さかりばら いくえ）
素園とならぶ美人教師。金太を庇ったために佐渡に狙われてしまうが…。
悶々ウーマン（もんもんウーマン）
盛原の正体で連続美少年狩りの犯人。タマイダーを鞭とお色気で翻弄した。

### 超人プロダクション
正義の超人たちによるボランティア団体。
ウルトラ仮面（ウルトラかめん）
超人プロダクションのスカウト。金太をプロダクションに誘った。
スーパー28号（スーパー28ごう）
超人プロダクションのスカウト。暴漢に変装して金太に襲い掛かった。

### その他の登場人物
黒龍館大学応援団（こくりゅうかんだいがくおうえんだん）
団員全員が学ランを着たバンカラ。金太がぶつかってきた事に腹を立てて暴力を振るう。しかし、マカロニ・キッドの敵ではなかった。
ミミズ大魔王（ミミズだいまおう）
世界中のミミズの恨みを晴らすべく現われた怪人で、彼に小便をかけると股間が腫れてしまう。最後は股間が腫れた状態で変身したタマイダーのタマイダープレスに敗れた。
江戸門団鉄（えどもん だんてつ）
10年以上も前に用務員室の落とし穴に落とされた元生徒。赤津と当時担任だった鮫島に復讐するために現れた。極度の方向音痴。
変珍太（へん ちんた）/へんちんポコイダー
珍の超人。クラスメートのユカをタマイダー（偽物）にさらわれたため、金太を疑った。
スケスケ番長（スケスケばんちょう）
美女だけが入る事が出来る組織『ビューナス連合』の女ボスで、自身を「美の女神」とうそぶく。特技は催眠術。

## サブタイトル
1. 弱虫金太の巻
2. インキン対へんきーんの巻
3. ゴールデン・バットマンの巻
4. ゴキブリ狂室の巻
5. あんたの負け!の巻
6. デート無惨の巻
7. マカロニ先生推参の巻
8. ハレチン金太の巻
9. 恐怖のキンキン病の巻
10. 大巨人の怒りの巻
11. 悶々ウーマンの巻
12. 学園ガンクツ王の巻（コミックス未収録）
13. ポコイダーVS.タマイダーの巻
14. 夢遊へんき〜んタマイダーの巻
15. 恐怖!!スケスケ番長の巻
16. 超人プロダクションの巻